# ریه کوگیمیا
ریه کوگیمیا (釘宮 理恵 Kugimiya Rie, زادهٔ ۳۰ مه ۱۹۷۹) صداپیشه، و خواننده اهل اوساکا، ژاپن است. او بیشتر برای اجرای صداپیشگی برای تعداد بیشماری مجموعه تلویزیونی انیمه شهرت دارد که از آن‌ها می‌توان به آلفونسو الریک در کیمیاگر تمام‌فلزی/برادری، کاگورا در گینتاما، هپی در فری تیل، کارین کوروساکی/نِمو کوروتسوچی در بلیچ، میهارو رُکوجو در ناباری نو او، جوزو سوزویا در توکیو غول، و در بازی‌های ویدئویی مانند شخصیت هاروکا ساوامورا در سری یاکوزا اشاره کرد. به خاطر نقش‌های او در شخصیت‌هایی مانند شانا در شاکوگان نو شانا، تایگا آیساکا در تورادورا!، ناگی سانزنین در هایاته ساقی مبارز، آگوری مادوکا/کیور ایس در دوکی‌دوکی! پیری‌کیور، و آریا هولمز کانزاکی در آریا اسکارلت مهمات، برخی از طرفداران به او لقب «ملکهٔ تسوندره» داده‌اند.